# 熊本梨佳
熊本 梨佳（くまもと りか、1980年6月26日 - ）は、日本のローカルタレント。血液型はB型。Rising Power Houseではrikaとして活動している。熊本 リカ（読み同じ）名義も使用する。広島県呉市出身。

## 人物・概要
- 姐御っぽい風格から「リカ姉」（りかねえ、りか姉表記もあり）と呼ばれることもある。
- nachi（角島奈知）とyu-ko（石原優子）とhiro（中野ひろゆき）の4人でRising Power House（ライジングパワーハウス）というユニットを組んでいる。ユニット名の由来は「日の出づる国」という直訳通り、海外で活動しても日本のユニットと分かるような名称にしたかったからとされている。
- 元陸上部。
- アルバイトはサンデーサンで働いていると2006年8月11日の「Local★STAR ひらめっ娘学園」（TSS深夜ローカル番組、以下「LS」）で話し、社内コンテストで日本一になった実績を持つ。
- 過去の「ストリートファイターズ」（略称：「ストファイ」）にMCの進行役で出演したことがある。
- 「LS」ではヤマンバとして活動していた。
  - その出演歴があるからか、2008年10月10日の放送から『夜型人間』にレギュラー出演している（熊本リカ名義）。

## その他

### クミコ軍団（LS）としての活動
- クミコ軍団の一員であることとカツラ・メイクの演出上の雰囲気から「LS」ではヤマンバという名前のクレジットで出演。サクラを除く他メンバーが下の名前だけで活動している中では一番インパクトのある通称の名前である。
- 2006年5月19日放送分の学力テストでクミコ様をさしおいて最下位になりバカ女王の称号が付いた。その後、1位でサクラが獲得した松阪牛ステーキに歯形を付けるという悪行を見せた。
- 2007年2月1日DVD「ソダテルアイドル」発売　女山賊として「オッコンROCK!」「空に練乳バックドロップ2007」

### Rising Power Houseとしての活動
ステージではダンス・バルーンアートを担当。
Rising Power Houseの母体であるサンフラワーではダンスインストラクターを担当。

## 主な出演番組

### テレビ
- Local★STAR ひらめっ娘学園（TSS、2006年4月14日～2007年3月16日）
- 夜型人間（2008年10月10日～2009年3月13日）

### ラジオ
- 今どき?何どき?ドッキどき?（福山FM／毎週金曜）